# Dřevíč (zámek)
Dřevíč je lovecký zámeček ve středních Čechách, 3 km severozápadně od Nižboru, na katastrálním území obce Sýkořice, okres Rakovník. Od roku 1991 do své smrti zde žil politik a podnikatel Karel Schwarzenberg. 

## Historie
V křivoklátských lesích stávala od roku 1572 na tomto místě myslivna; počátkem 18. století nechal tehdejší majitel křivoklátského panství kníže Josef Vilém Fürstenberg (1699–1762) postavit nynější barokní zámeček zvaný Grund – jednopatrovou obdélnou budovu s mansardovou střechou. V 19. století byla provedena přestavba. V 1. polovině 19. století zde pobýval pozdější spoluzakladatel Sokola Jindřich Fügner. 
Léta 1929 koupil od Fürstenbergů Dřevíč spolu s dalším majetkem stát a učinil z něj sídlo lesní správy. Za války zde občas pobýval státní prezident Emil Hácha a v 50. letech 20. století Marta Gottwaldová. Později zámeček sloužil jako školicí a rekreační středisko podniku Zemědělské zásobování a nákup Praha. 

#### Sídlem Karla Schwarzenberga
Roku 1991 zámek koupil politik a podnikatel Karel Schwarzenberg, který zde až do své smrti roku 2023 žil. V 1. polovině 90. let proběhla rozsáhlá rekonstrukce zámku, kterou provedli architekti Markéta Cajthamlová a Lev Lauermann, rekonstrukce interiérů pak proběhla dle návrhu rakouského architekta Hermanna Czecha. 
Dřevíč se stala dějištěm mnoha důležitých politických a společenských setkání. Před rokem 1997 zde probíhala neformální jednání k přijetí Česko-německé deklarace, v roce 1999 zde vznikla Dřevíčská výzva, dokument kritizující tehdejší ekonomický stav země a popisující možné kroky ke zlepšení. Díky svému majiteli Dřevíč hostila řadu významných osobností, například v roce 2007 zde přespal německý ministr zahraničí a pozdější prezident Frank-Walter Steinmeier, ráda zde pobývala rovněž americká zpěvačka Joan Baez. V době, kdy byl Karel Schwarzenberg českým ministrem zahraničí, byla Dřevíč médii s nadsázkou zvána texaským rančem české diplomacie (s odkazem na ranč bývalého prezidenta USA Reagana, na kterém soukromě hostíval významné světové státníky). 
Zámek je tvořen budovami čp. 183 a 198, domkem čp. 17 a hospodářským dvorem čp. 18, ze západu k areálu zámku přiléhá národní přírodní rezervace Vůznice.
Poblíž zámku stojí pseudobarokní kaple sv. Huberta z roku 1899.

## Galerie

Zámecký sídelní prapor rodu Schwarzenbergů
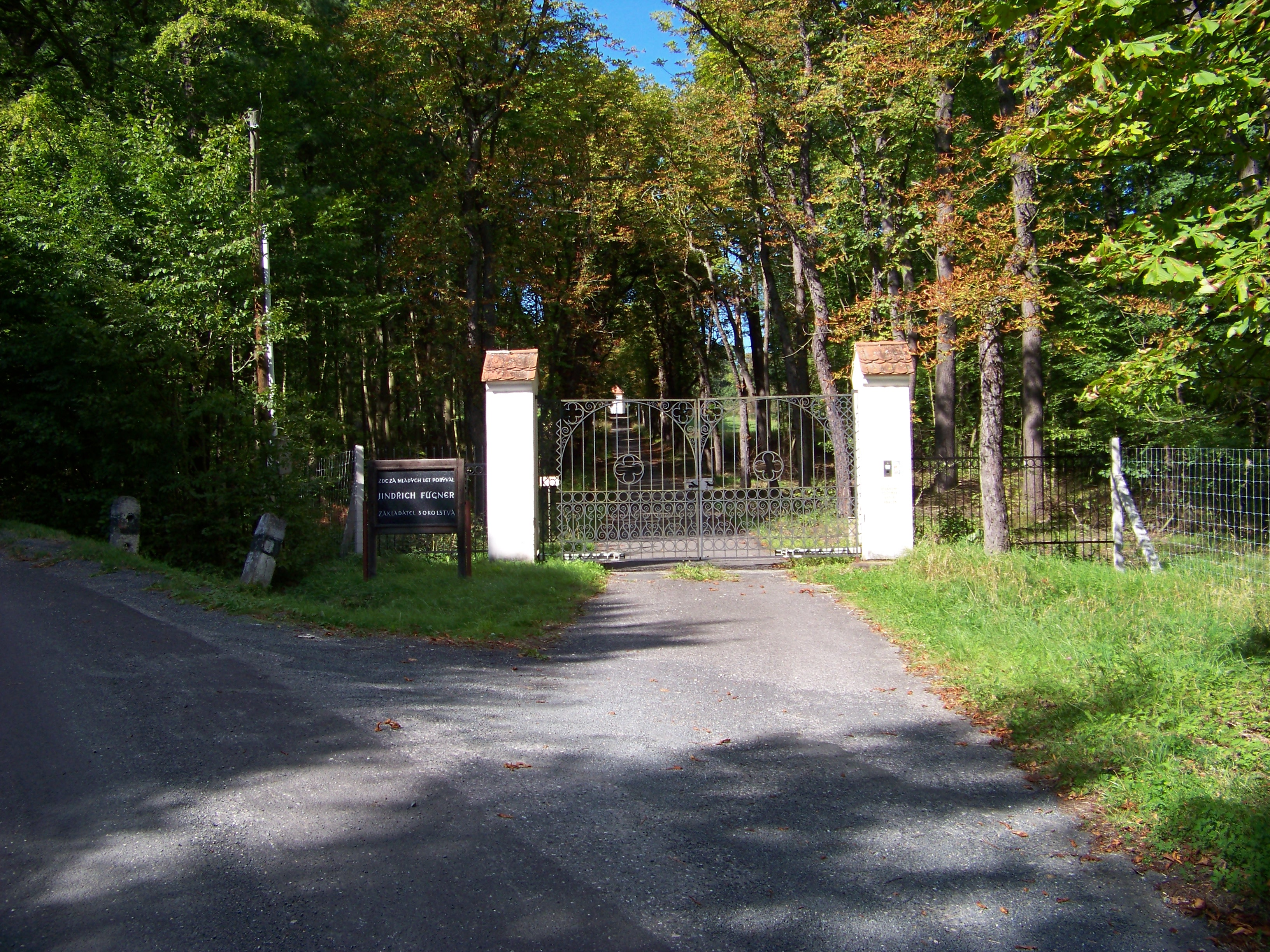
Brána od silnice II/116
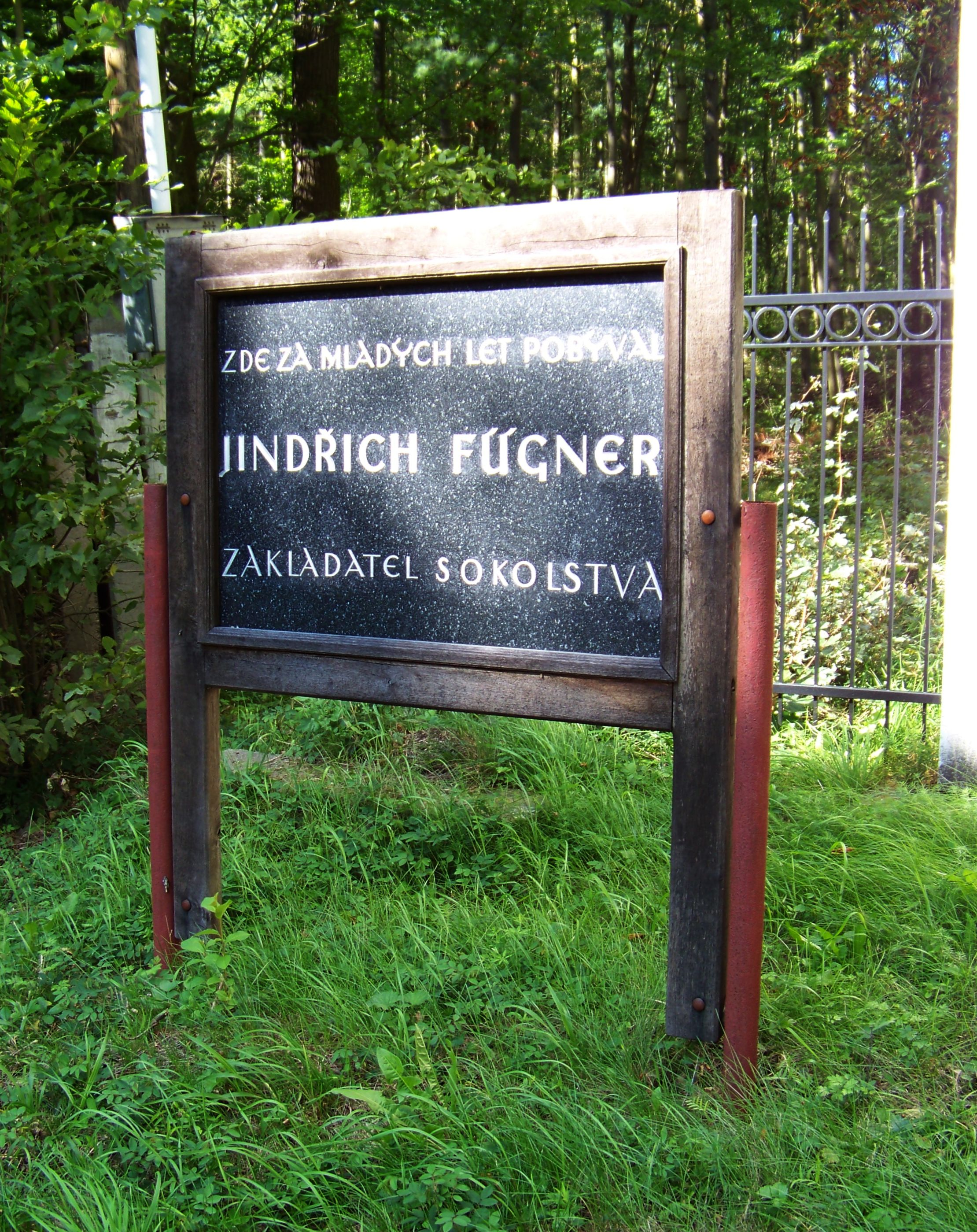
Pamětní deska „Zde za mladých let pobýval Jindřich Fügner, zakladatel sokolstva“
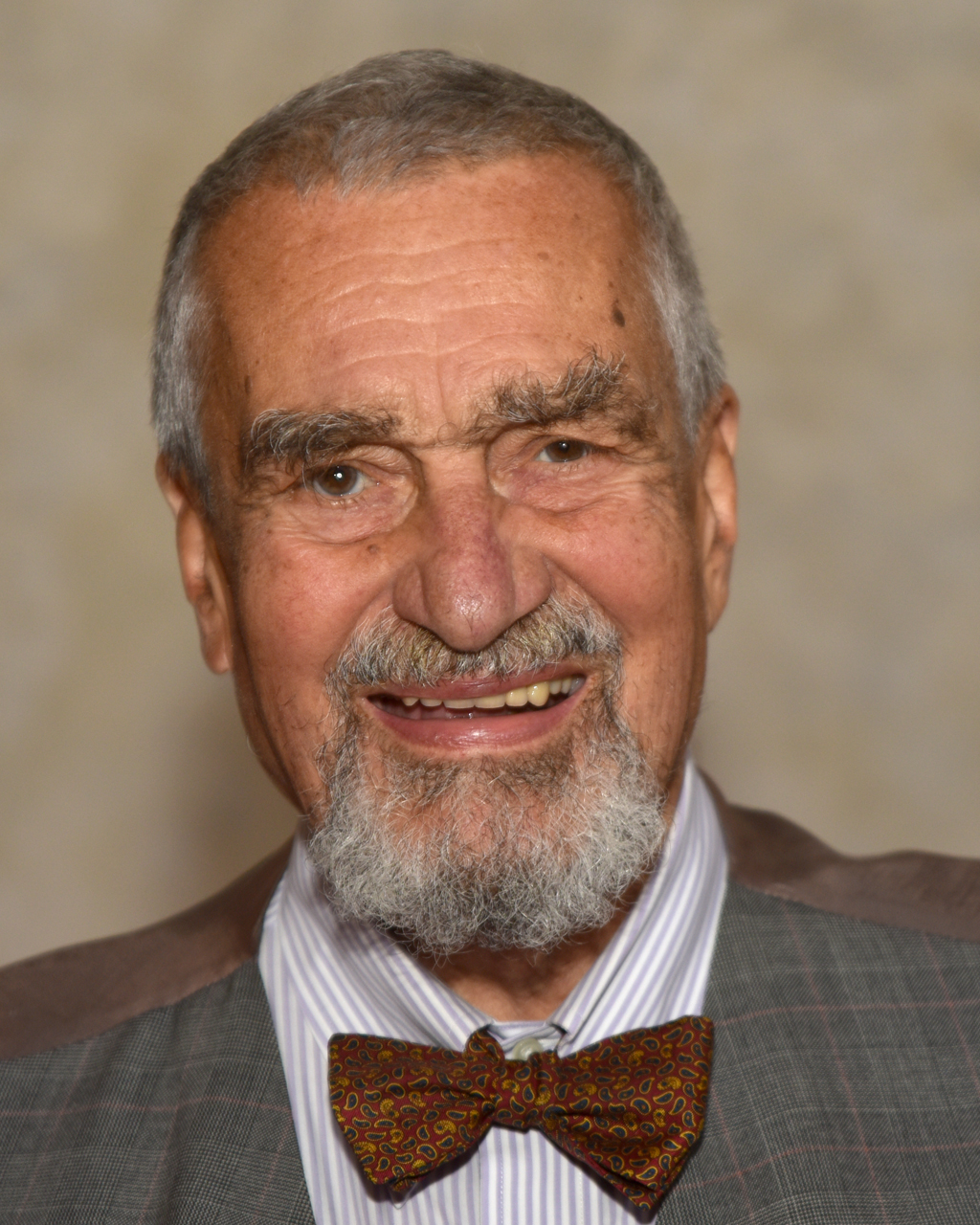
Karel Schwarzenberg, žijící na zámku v letech 1991-2023